# Abousir (lac Mariout)
Pour l’article homonyme, voir Abousir.
Abousir est une ville sur la côte de la Basse-Égypte à quarante kilomètres à l'ouest d’Alexandrie sur les bords du lac Mariout. Elle était connue sous le nom de Taposiris Magna ou « Tour des Arabes » et comme le premier point de la côte qu’on aperçoit en venant de la haute mer.

## Ruines
On peut voir des vestiges (enceinte et pylônes) du temple d'Osiris, des traces de la ville de Taposiris Magna et le phare d'époque romaine.